# آلخاندرو سابه‌یا
آلخاندرو سابه‌یا (به انگلیسی: Alejandro Sabella) (زاده ۱۹۵۴ در بوئنوس آیرس – درگذشته ۸ دسامبر ۲۰۲۰) سرمربی اسبق تیم ملی فوتبال آرژانتین بود. وی در سال ۲۰۱۱ جانشین سرخیو باتیستا شد که پس از حذف آرژانتین از کوپا آمریکا از سمتش برکنار شده بود. وی پس از نایب قهرمان کردن آرژانتین در جام جهانی ۲۰۱۴ جای خودش را به هموطنش، مارتینو سپرد. سرانجام وی در ۸ دسامبر ۲۰۲۰ به دلیل حمله قلبی درگذشت.

## مرگ
او در ۸ دسمابر ۲۰۲۰ در حالی که از سرمربی گری بازنشسته شده بود،بر اثر حمله قلبی در سن ۶۶ سالگی در بوئنس آیرس آرژانتین درگذشت.

## پیشینه

### دوران بازی‌گری
آلخاندرو سابه‌یا بازیکنی با استعداد محسوب می‌شد. فوتبال خود را با ریور پلاته شروع کرد ولی بیشتر بازیها ذخیره بود به این خاطر که با یکی از بزرگترین بازیکنان تاریخ باشگاه یعنی نوربرتو آلونسو هم پست و هم دوره بود و در دهه ۷۰ سه بار قهرمان لیگ آرژانتین شد.. در سال ۱۹۷۸ به لیگ دسته انگلیس و تیم شفیلد یونایتد ملحق شد و بعد از تجربه‌ای کوتاه با یه تیم لیگ برتری به اسم لیدز یونایتد، در سال ۱۹۸۱ به آرژانتین برگشت و برای استودیانتس بازی کرد و با این تیم دو بار در سال‌های ۸۲ و ۸۳ قهرمان لیگ آرژانتین شد.

### دوران مربی‌گری
بعد از بازنشستگی از فوتبال مدت زیادی دستیار دانیل پاسارلا در ریورپلاته و تیم ملی فوتبال آرژانتین (۹۸–۹۵) و همچنین تیم ملی فوتبال اروگوئه و تیم‌های پارما و مونتری مکزیک و کورینتیانس برزیل بود. سابه‌یا اولین بار در سال ۲۰۰۹ به عنوان سرمربی تیم استودیانتس شروع به کار کرد و در فصل ۱۱–۲۰۱۰ قهرمانی لیگ آرژانتین و کوپا لیبرتادورس را به ارمغان آورد. وی در ماه فوریه ۲۰۱۱ از سمتش استعفا داد و پس از آن به عنوان سرمربی تیم ملی آرژانتین انتخاب گردید. وی توانست آرژانتین را پس از ۲۴ سال به دیدار نهایی جام‌جهانی فوتبال رهنمون سازد، گرچه در فینال در مقابل آلمان شکست خورد.

## افتخارات به عنوان سرمربی

### استودیانتس
قهرمان لیگ آرژانتین ۲۰۱۰–۲۰۰٩.
قهرمان جام حذفی آرژانتین ۲۰۱۰–۲۰۰۹.
قهرمان کوپا لیبرتادورس ۲۰۰۹.
نایب قهرمان جام باشگاه‌های جهان ۲۰۰۹.

### تیم ملی فوتبال آرژانتین
نایب قهرمان جام جهانی فوتبال ۲۰۱۴ برزیل .